# Седански замък
Седанският замък (на френски: Château de Sedan) е замък, намиращ се близо до френския град Седан, на полуостров, образуван от меандър на река Маас и заобиколен от реките Биевр и Вра. Той е един от най-големите средновековни замъци в Европа. Има седем етажа и е с площ от над 35 000 м2.

## История
Замъкът е създаден през 1424 г. от Еврар де ла Марк, който построява укрепление с две кули-близнаци и църква за шест години. Когато Еврар умира през 1440 г., неговият син Жан де ла Марк започва да усилва крепостта, но това е завършено чак при внука на Жан - Робер II де ла Марк. През 1530 г. фортификацията е модернизирана, като е създаден кръгъл булевард и нови тераси с оръдия. През следващия век са добавени бастиони, част от които са разрушени с динамит в края на 19 век. През 1699 г., след като княжество Седан е присъединено към Франция (като резултат от битката при Марфе от 1642 г.), замъкът се превръща в гарнизонно укрепление. Направена е нова порта, наречена „Портата на принцесата“ (Le Portè des Princes), която може да пропуска по-широка артилерия. През 1822 г. църквата на замъка е затворена и е направена склад за оръжия.
В този замък през 1611 г. е роден маршал Анри дьо Тюрен.
На 2 септември 1870 г. пруската армия превзема седанския замък. Ден по-късно Наполеон III е пленен в близкото градче Доншари.
Френската армия дава на Седан замъка през 1962 г. Оттогава започва възстановяването му. Днес той е отворен за туристи и е важна туристическа дестинация в Ардените. В него се намират туристически информационен център и тризвезден хотел. Също така в замъка има и музей, а една от стаите е посветена на войната от 1870 г. и има богата колекция от пруски шлемове.